# Künga Gyeltshen Pel Sangpo
Künga Gyeltsen Pel Sangpo (tib.: kun dga' rgyal mtshan dpal bzang po; chinesisch 贡噶坚赞贝桑布(公哥儿监藏班藏卜)) (geb. 1310; gest. 1358), ein Großneffe Phagpas, war in der Mongolen-Dynastie von 1333 bis 1358 Kaiserlicher Lehrer (dishi / ti shri) des Kaisers Shun (Toghan Timur). Er war die zwölfte Person in diesem Amt des höchsten Mönchsbeamten der Zentralregierung für buddhistische Angelegenheiten.